# Tre Valli Varesine 1989
La Tre Valli Varesine 1989, sessantanovesima edizione della corsa, si svolse il 18 agosto 1989 su un percorso di 237,2 km. La vittoria fu appannaggio dell'italiano Gianni Bugno, che completò il percorso in 6h14'30", precedendo il francese Charly Mottet e il belga Dirk De Wolf.

## Ordine d'arrivo (Top 10)
| Pos. | Corridore          | Squadra                    | Tempo    |
| ---- | ------------------ | -------------------------- | -------- |
| 1    | Gianni Bugno       | Château d'Ax-Salotti       | 6h14'30" |
| 2    | Charly Mottet      | R.M.O.                     | s.t.     |
| 3    | Dirk De Wolf       | Hitachi                    | s.t.     |
| 4    | Franco Chioccioli  | Del Tongo-Mele Val di Non  | s.t.     |
| 5    | Steven Rooks       | PDM-Ultima-Concorde        | s.t.     |
| 6    | Claudio Chiappucci | Carrera Jeans              | s.t.     |
| 7    | Andrew Hampsten    | 7-Eleven-American Airlines | s.t.     |
| 8    | Marco Vitali       | Atala-Campagnolo           | s.t.     |
| 9    | Fabrizio Vannucci  | Selca-Conti-Ciclolinea     | s.t.     |
| 10   | Camillo Passera    | Château d'Ax-Salotti       | s.t.     |